# (500150) 2012 DA55
(500150) 2012 DA55 es un asteroide perteneciente al cinturón de asteroides, descubierto el 30 de diciembre de 2011 por el equipo del Spacewatch desde el Observatorio Nacional de Kitt Peak, Arizona, Estados Unidos.

## Designación y nombre
Designado provisionalmente como 2012 DA55.

## Características orbitales
2012 DA55 está situado a una distancia media del Sol de 2,385 ua, pudiendo alejarse hasta 2,539 ua y acercarse hasta 2,232 ua. Su excentricidad es 0,064 y la inclinación orbital 4,080 grados. Emplea 1346,13 días en completar una órbita alrededor del Sol.

## Características físicas
La magnitud absoluta de 2012 DA55 es 17,6.